# Vanilla yersiniana
Vanilla yersiniana är en orkidéart som beskrevs av André Guillaumin och Sigaldi. Vanilla yersiniana ingår i släktet Vanilla och familjen orkidéer. Inga underarter finns listade i Catalogue of Life.